# Pakijangan (Wonorejo)
Pakijangan is een bestuurslaag in het regentschap Pasuruan van de provincie Oost-Java, Indonesië. Pakijangan telt 4252 inwoners (volkstelling 2010).